# Heinrich Maria von Hess
 Der er flere personer med dette navn, se Heinrich Hess.

Heinrich Maria von Hess (født 19. april 1798 i Düsseldorf, død 29. marts 1863 i München) var en tysk maler. Han var søn af Carl Ernst Christoph Hess, bror til Peter von Hess og Karl Hess samt far til Anton Hess.
Hess gik på Akademiet i München, fandt hurtig sit rette felt i det religiøse maleri, udførte således en hellig familie, flere madonnabilleder med mere for dronning Karoline, var 1821—25 i Rom (Apollon og de ni muser , Münchens nye pinakotek 1821—23), blev efter hjemkomsten, på Cornelius' foranledning, professor ved Münchens Akademi og skabte 1827—37 sit hovedværk: freskerne i Allerheiligenkirches to kupler (over 60 fremstillinger, på guldgrund, fra det nye og det gamle testamente), endvidere en større freskocyklus for Bonifaciuskirken (med scener af helgenens levned). Hess' eklektiske kunst fik stor betdning for Münchens kirkemaleri; i 1849 blev han direktør for de forenede kongelige samlinger. Endelig fik Hess megen indflydelse på glasmaleriets udvikling i Bayern (kartoner til glasmalerierne i Regensburg Domkirke, Auerkirken i München med mere). I Münchens nye pinakotek findes mange arbejder af Hess, blandt andet portrættet af Thorvaldsen (1834); et andet eksemplar findes i Schacks Galleri. 